# Valdemarsdagen i Holbæk og Vordingborg, (Ringsted) 2
|  | Denne artikel er oprettet af botten PalnaBot ud fra en ekstern database. Den kan derfor have sproglige fejl eller mangler. Denne skabelon kan fjernes efter kontrol af indholdet. |

Valdemarsdagen i Holbæk og Vordingborg, (Ringsted) 2 er en film med ukendt instruktør.

## Handling
Tilsyneladende først Holbæk. Festklædte honoratiores foran kamera. Vognene er smykkede med blomster og flag. Optog. Hestevognsoptog gennem byen. Optog filmet foran Hotel Kronprinsen. Solskin. Vordingborg: Stort optog der bevæger sig mod pladsen foran Gåsetårnet. Flere talere. Dejligst solskinsvejr. På filmen står så ved 107 meter: "Ringsted". Børn og voksen på trappe. Kong Christian og dronning Alexandrine ankommer. Det regner lidt. Soldater og andre drager gennem byen. Folk venter i gaderne.Foran V. Petersens gæstgiveri hilser man på de kongelige da de kører forbi i bil.(Muligvis Ringsted). Lang række mænd går ind i bygning.